# تاونر (تگزاس)
تاونر (به انگلیسی: Tavener) یک منطقهٔ مسکونی در ایالات متحده آمریکا است که در شهرستان فورت بند، تگزاس واقع شده‌است. تاونر ۳۶ متر بالاتر از سطح دریا واقع شده‌است.